# آدولف (ویرجینیا)
آدولف (به انگلیسی: Adwolf) یک منطقهٔ مسکونی در ایالات متحده آمریکا است که در شهرستان اسمیث، ویرجینیا واقع شده‌است. آدولف ۲۰٫۳ کیلومتر مربع مساحت و ۱٬۵۳۰ نفر جمعیت دارد و ۷۱۰ متر بالاتر از سطح دریا واقع شده‌است.